# (11870) Sverige
(11870) Sverige (1989 TC3) – planetoida z pasa głównego asteroid okrążająca Słońce w ciągu 5,32 lat w średniej odległości 3,05 j.a. Odkryta 7 października 1989 roku.